# Rhaponticum cossonianum
Rhaponticum cossonianum là một loài thực vật có hoa trong họ Cúc. Loài này được (Ball) Greuter mô tả khoa học đầu tiên năm 2003.